# Chaptalia denticulata
Chaptalia denticulata là một loài thực vật có hoa trong họ Cúc. Loài này được (Baker) Zardini mô tả khoa học đầu tiên năm 1975.